# Ivar Wittberg i Filipstad
Carl Ivar Wittberg (i riksdagen kallad Wittberg i Filipstad), född 2 juni 1890 i Hemse församling, död 15 april 1966 i Örebro, var en lärare och politiker. Han var ledamot av riksdagens andra kammare 1932 och tillhörde lantmanna- och borgarpartiet. I riksdagen skrev han en egen motion om den ecklesiastika boställsordningen.